# Tårticka
Tårticka (Pseudoinonotus dryadeus) är en svampart som först beskrevs av Christiaan Hendrik Persoon, och fick sitt nu gällande namn av T. Wagner & M. Fisch. 2001. Pseudoinonotus dryadeus ingår i släktet Pseudoinonotus och familjen Hymenochaetaceae.   Inga underarter finns listade i Catalogue of Life.
I den svenska databasen Dyntaxa används istället namnet Inonotus dryadeus för samma taxon.  Arten är reproducerande i Sverige.

## Bildgalleri

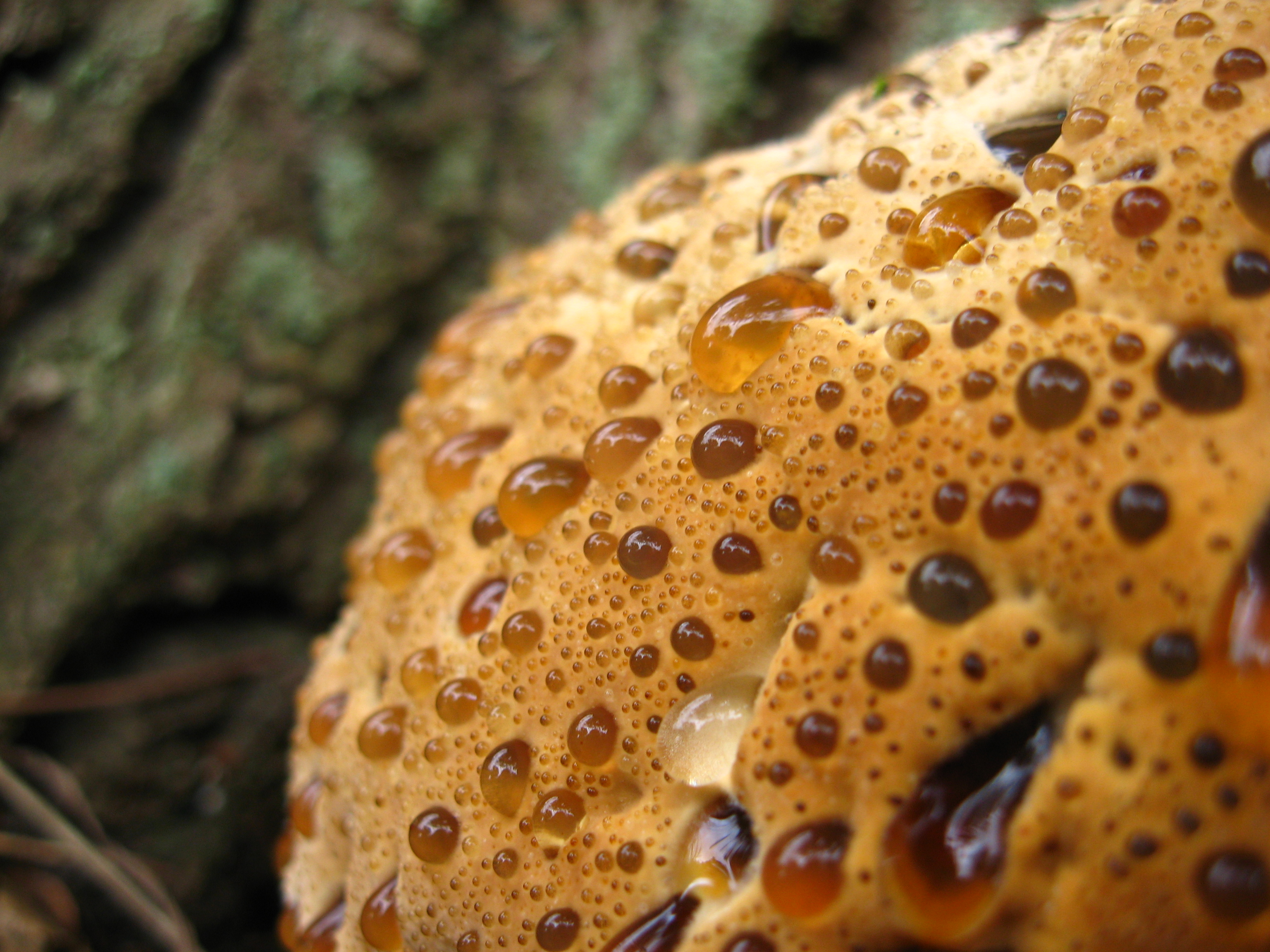
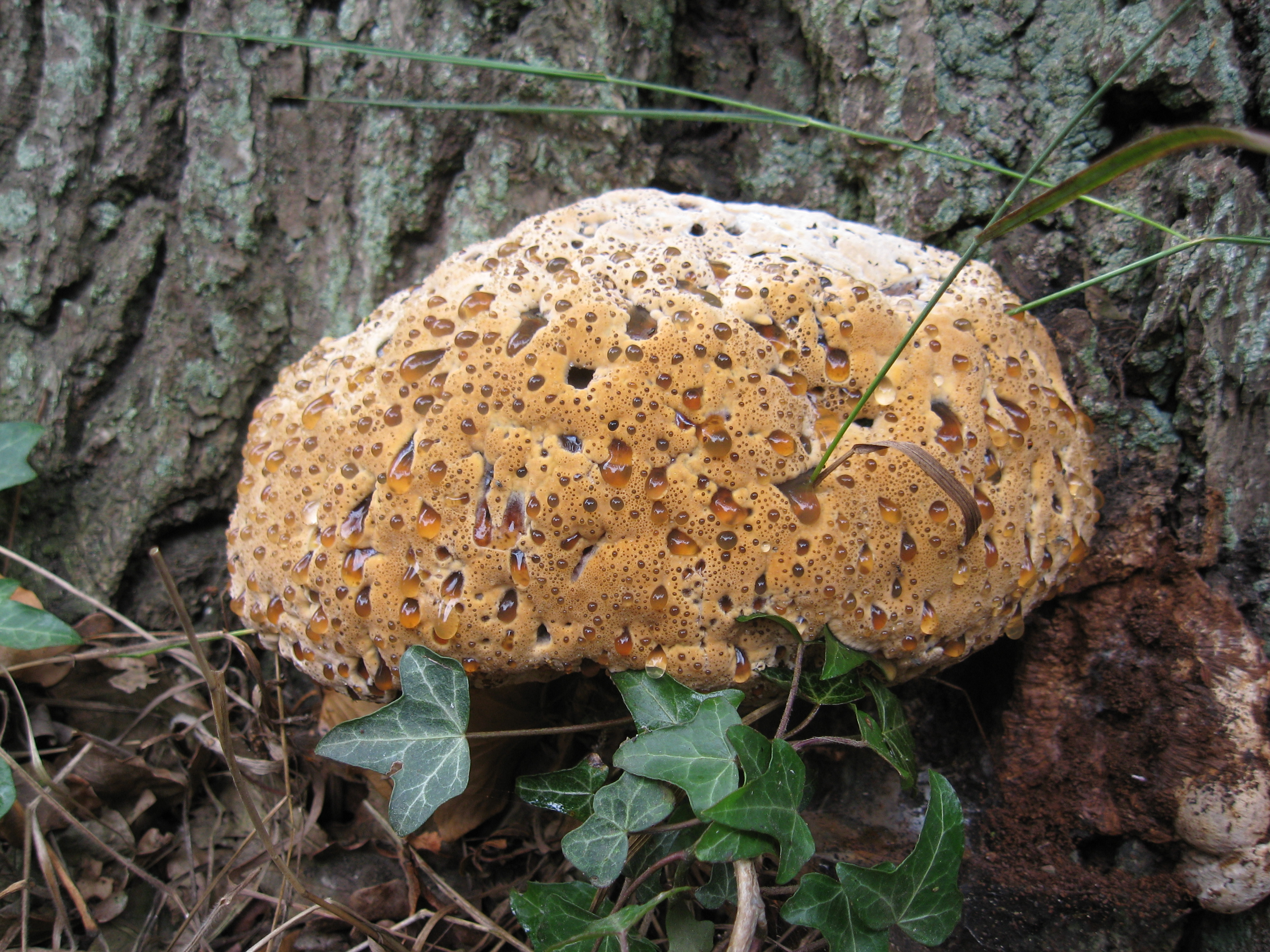
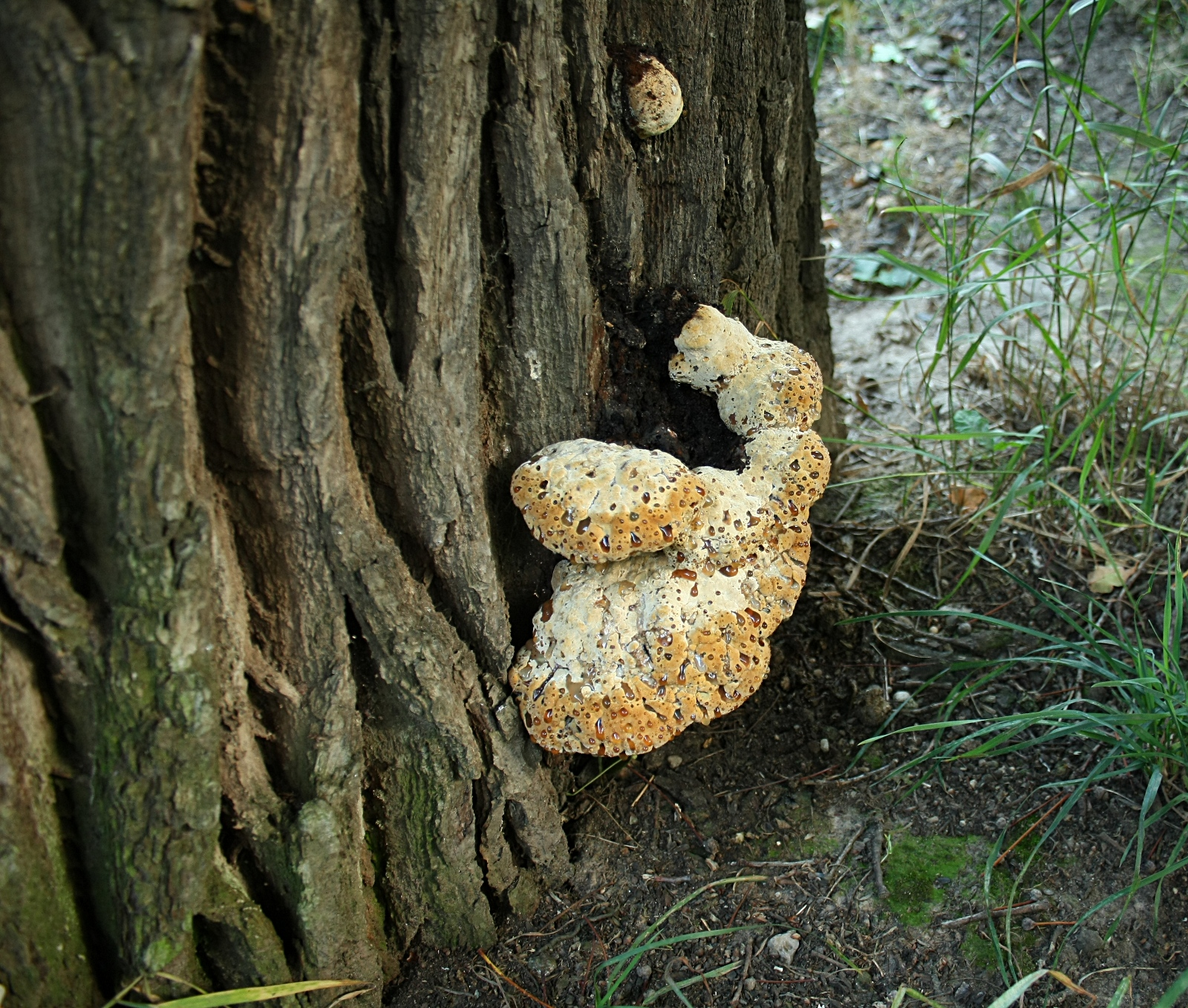